# 12456 Genichiaraki
12456 Genichiaraki (tên chỉ định: 1997 AC1) là một tiểu hành tinh vành đai chính. Nó được phát hiện bởi Naoto Sato ở Đài thiên văn Chichibu ngày 2 tháng 1 năm 1997. Nó được đặt theo tên Genichi Araki, nhà thiên văn học nghiệp dư Nhật Bản who co-discovered Comet IRAS-Araki-Alcock.